# Ritratto di Burkard von Speyer
Il Ritratto di Burkard von Speyer è un dipinto a olio su tavola (32x27 cm) di Albrecht Dürer, firmato e datato 1506, e conservato nella Royal Collection nel Castello di Windsor.

## Storia
L'opera risale al secondo soggiorno veneziano di Dürer e ritrae Burkard von Speyer, ovvero Burcardus de Burcardis (in latino) originario di Spira in Germania, il cappellano della chiesa di San Bartolomeo a Venezia in cui si riuniva la comunità teutonica legata al Fondaco dei Tedeschi.
L'identificazione del soggetto è stata possibile grazie all'esistenza di una copia in miniatura nelle Staatliche Kunstsammlungen di Weimar, in cui ne viene riportato il nome. Lo stesso personaggio appare inoltre nel corteo dei religiosi sulla pala della Festa del Rosario, dipinta dallo stesso Dürer nel medesimo anno.
Alcune differenze del ritratto rispetto alla miniatura di Weimar hanno fatto ipotizzare che la tavola fosse originariamente più grande.
L'opera si trova in Inghilterra dal XVII secolo, quando fece parte delle collezioni di Carlo I.

## Descrizione e stile
L'uomo è rappresentato a mezzo busto, con la testa di tre quarti verso sinistra, che non guarda lo spettatore, su uno sfondo scuro uniforme. Indossa un mantello nero, bordato di pelliccia, una casacca scura e un doppiopetto rosso, sotto il quale si vede la camicia bianca; in testa ha un berretto scuro di velluto. Lunghi capelli rossicci ricadono ai lati del volto incorniciandolo. Le fattezze sono nordiche: occhi chiari e dal taglio sottile, una naso pronunciato, zigomi appuntiti, bocca piccola e mento sporgente, con fossetta.
La rinuncia ad accentuare i caratteri psicologici del soggetto pare che derivi dalla lezione di Giovanni Bellini, e mostra accenni di interesse verso le novità artistiche di Giorgione e Tiziano.